# Andrea Meyer-Fraatz
Andrea Meyer-Fraatz – niemiecka slawistka, profesor na Uniwersytecie Friedricha Schillera w Jenie. Do obszaru jej głównych zainteresowań należy literatura rosyjska i polska, a także literatura byłej Jugosławii.
W swoich badaniach podejmuje wiele zagadnień teoretycznych z zakresu literaturoznawstwa. Interesują ją stosunki literackie pomiędzy literaturą słowiańską a niemiecką, czy ogólniej zachodnioeuropejską, ale także kontakty międzysłowiańskie zwłaszcza z okresu XX wieku. Zajmuje się też tematem wojny i kultury pamięci. W swych najnowszych badaniach podejmuje temat utopii i postutopii. W swoich publikacjach analizuje dzieła takich autorów jak Mickiewicz czy Schulz.

## Kariera naukowa
W 1984 roku ukończyła studia magisterskie na kierunku rusycystyka i germanistyka na Uniwersytecie Georga-Augusta w Getyndze. W latach 1985–1987 pracowała jako asystent naukowy w centrum badawczym tłumaczeń literackich na Uniwersytecie w Getyndze. W 1987 r. odbywała staż naukowy w Instytucie Literatury Światowej w Rosyjskiej Akademii Nauk w Moskwie oraz w Instytucie Literatury Rosyjskiej Akademii Nauk w Petersburgu. W 1989 roku obroniła doktorat na Uniwersytecie w Getyndze. Między 1989 a 1990 rokiem była aplikantem w Institut für Praxis und Theorie der Schule we Flensburgu, równocześnie pracując w szkole przykatedralnej w Szlezwiku. W latach 1990–1996 była asystentem naukowym na Uniwersytecie w Getyndze. W latach 1991–1996 odbywała staże naukowe w Rosji (Moskwa i Sankt Petersburg), Polsce (Uniwersytety Warszawski, Poznański i Krakowski) oraz Chorwacji (Uniwersytet w Zagrzebiu). W 1998 r. uzyskała habilitację na Uniwersytecie w Getyndze. Otrzymała wówczas zaproszenie na stanowisko profesora uniwersyteckiego na Uniwersytecie Goethego we Frankfurcie nad Menem. Między 1999 a 2000 rokiem pełniła funkcję zastępcy profesora na Uniwersytecie w Mannheim, a później – w 2003 – na Uniwersytecie w Marburgu. W 2005 roku przeniosła się na Uniwersytet we Frankfurcie nad Menem, gdzie była profesorem i adiunktem. Od 2008 roku pracuje w Katedrze Filologii Słowiańskiej (o specjalności literaturoznawczej) na Uniwersytecie Fryderyka Schillera w Jenie.

## Wybrane publikacje
Monografie
Die Sonettdichtung Ivan Bunins, Wiesbaden (=Opera Slavica, NF, Bd. 20), 1990.
Die slavische Moderne und Heinrich von Kleist. Zur zeitbedingten Rezeption eines Unzeitgemäßen in Rußland, Polen und Kroatien, Wiesbaden (=Opera Slavica, NF, Bd. 39), 2002.
Wybrane artykuły naukowe związane z Polską
Keine Verlobung in St. Domingo. Zur ersten polnischen Übersetzung von Heinrich von Kleists Novelle „Die Verlobung in St. Domingo”, w: Między oświeceniem romantyzmem. Kultura polska około 1800 roku, red. J. Lichański, H. Rothe u. B. Schultze, Warszawa 1997, s. 273–284.
U službi ilirizma: Mickiewiczevi „Dziady, cz. II” u prijevodu Stanka Vraza, w: „Književna smotra XXX” 1998, nr 110 (4), s. 45–48.
„Musor” v proze Andreja Bitova, w: Utopia czystości i góry śmieci – utopija čistoty i góry Musora, red. R. Bobryk, J. Faryno, Warszawa 1999, s. 405–420. (Studia litteraria polonoslavica 4).
Das Rätsel der dritten Rose. Bolesław Leśmians Zyklus „Trzy róże” im Kontext des Gedichtbandes „Łąka”, w: Zyklusdichtung in den slavischen Literaturen. Beiträge zur Internationalen Konferenz, Magdeburg, 18– 20 marca 1997, red. R. Ibler, Frankfurt nad Menem 2000, s. 367–379.
Im Dienste des Illyrismus: Adam Mickiewiczs „Dziady, cz. II” in der Übersetzung von Stanko Vraz, „Slavische Sprachwissenschaft und Interdisziplinarität” 2000, nr 6, red. G. Freidhof, H. Kuße,. F. Schindler, Monachium, s. 141–153. (Specimina Philologiae Slavicae Bd. 129).
Zasady cyklizacji w prozie Brunona Schulza, w: Cykl literacki w Polsce, red. K. Jakowska, B. Olech, K. Sokołowska, Białystok 2001, s. 283–299.
Bolesław Leśmian’s Russian and Polish Epic Poems between Neoromanticism and Modernism, w: Romantična pesnitev. Ob 200. obletnici rojstva Franceta Prešerna, red. M. Juvan, Simpozij Obdobja 19, Ljubljana 2002, s. 587–599.
Literarisierte Emotionalität in den Sonettzyklen von Adam Mickiewicz und France Prešeren, w: „Zeitschrift für Slawistik” 2003, nr 48, s. 141–164.
Meždu ciklom i poėmoj: russkoe tvorčestvo Boleslava Les’mjana, w: Evropejskij liričeskij cikl. Istoričeskoe i sravnitel’noe izučenie. Materialy medunarodnoj konferencii Moskva-Peredelkino, Moskwa 2003, s. 99–112.
Söhne und Väter. Überlegungen zu einer thematischen Konstante bei Franz Kafka, Bruno Schulz und Danilo Kiš, w: Mundus Narratus. Festschrift für Dagmar Burkhart zum 65. Geburtstag, red. R. Hansen-Kokoruš, A. Richter. Frankfurt nad Menem 2004, S. 359–374.
Literatura o II wojnie światowej między cyklem a powieścią. Tezy, w: Cykl i powieść, red. K. Jakowska, D. Kulesza. K. Sokołowska, Białystok 2004, s. 43–48.
Trzy Antygony XX wieku: Bertolta Brechta, Dominika Smolego, Janusza Głowackiego, w: Mity, mitologie, mityzacje nie tylko w literaturze, red. L. Wiśniewska, Bydgoszcz 2005, s. 75–84.
Zasady cyklizacji w twórczości narracyjnej Brunona Schulza (ciąg dalszy), w: Semiotyka cyklu. Cykl w muzyce, plastyce i literaturze, red. M. Demska-Trębacz, K. Jakowska, R. Sioma, Białystok 2005, s. 327–336.
Tri modele petrarkizma u razdoblju romantizma: Adam Mickiewicz, France Prešeren, Stanko Vraz, w: Petrarca i petrarkizam u hrvatskoj književnosti, red. B. Lučin u. M. Tomasović, Split 2006, s. 401–410.
Orientalismus bei den Slaven? Zum Umgang mit islamischer Kultur bei Ivan Bunin, Bolesław Leśmian und Aleksa Šantić, w: Deutsche Beiträge zum 14. Slavistenkongress Ohrid 2008, red. S. Kempgen, K. Gutschmidt, U. Jekutsch, L. Udolph, München 2008, s. 489–501.
Concealing and Exposing Jewish Origin: Bolesław Leśmian and Bruno Schulz, w: (Un)masking Bruno Schulz. New Combinations, Further Fragmentations, Ultimate Reinterpretations, red. D. de Bruyn, K. van Heuckelom, Amsterdam 2009, s. 49–66.
Trzy modele petrarkizmu w okresie romantyzmu: Adam Mickiewicz, France Prešeren, Stanko Vraz, w: Komparatystyka między Mickiewiczem a dniem dzisiejszym, red. L. Wiśniewska, Bydgoszcz 2010, s. 173–185. (polnische Übers. von Nr. 37).
Leśmianowskie metacykle liryczne jako zwierciadło sobowtóra autorskiego, w: Cykle i cykliczność. Prace dedykowane Pani Profesor Krystynie Jakowskiej, red. A. Kieszuń, D. Kulesza, Białystok 2010, s. 267–273.
(Pseudo)liturgia i performans w powieści „Weiser Dawidek” Pawła Huellego, w: Między liturgiką a performatyką. Rekonensans I, red. E. Mateja, Z. Solski, Opole 2012, s. 183–194.
Rola elementu emocjonalnego w Medalionach Zofii Nałkowskiej, w: Polonistyka wobec wyzwań współczesności. V Kongres Polonistyki Zagranicznej. Brzeg – Opole, Tom I, red. S. Gajda, I. Jokiel, Opole 2014, s. 482–489.
Die Rolle des Emotionalen in Zofia Nałkowskas „Medaliony”, w: „Ich kann es nicht fassen, dass dies Menschen möglich ist”. Zur Rolle des Emotionalen in der polnischen Literatur über den Holocaust. Stuttgart 2016, s. 126–146 (nr 7).
Teatr jako nabożeństwo: „Brat Magarac” (Brat Osieł) – dramat o św. Franciszku z Asyżu i inscenizacja chorwackiego autora i reżysera Reniego Medvešeka na ZKM w Zagrzebiu, w: Między liturgiką a performatyką. II. Tradycja monastyczna, red. V. Z. Solski, Opole 2016, s. 191–199.
Niejednoznaczność w liryce polskiej po roku 1800 (na przykładzie dzieł Mickiewicza), w: Polonistyka na początku XXI wieku. Diagnozy. Koncepcje. Perspektywy. Tom 1: Literatura polska i perspektywy nowej humanistyki, red. R. Cudak, K. Pospiszil, Katowice 2018, s. 329– 340.